# Nisekoi
Nisekoi, izdano v angleščini kot Nisekoi: False Love, je Japonska romantična komedija, katero je napisal in ilustrirar Naoshi Komi. Nisekoi je prvo bilo izdano kot one-shot manga v sezonski reviji Jump NEXT! preden je bila serializirana v Weekly Shōnen Jump Novembra 2011. Od 26. novembra 2012 je Nisekoi bil izdan v Angleščini v Viz Media-vi digitalni reviji, Weekly Shonen Jump. Od oktobra 2016 je serija dobila 25 delov na Japonskem in je izdajana v Angleščini v digitalni in natisnjeni obliki. Strip je bil navdih seriji Nisekoi: Urabana , katero je napisal Hajime Tanaka, strip govori o štirih zgodbah glavnih in stranskih likov.  
Maja 2013 je bilo objavljeno, da je bila animirana adaptacija serije Nisekoi v delu. Serijo je režiral Akiyuki Shinobo in je prvič bila predvajana med 11. januarjem in 24. majem, 2014. Aniplex iz Amerike je licenciral serijo za predvajanjem in distribucijo v Severni Ameriki.  Daisuki,  Crunchyroll,  in Hulu  so za gledalce v ZDA, Kanadi, Južni Ameriki in Južni Afriki ponudili predvajanje serije z angleškimi podnapisi. Druga sezona z naslovom enakimi naslovom je bila predvajana od aprila do junija 2015. "live-action" film je bil izdan Decembra 2018. 

## Vsebina
Nisekoi spremlja dijaka Raka Ichija, sina vodje Yakuza podružnice "Shuei-Gumi" in dijakinjo Chitoge Kirisaki, hči šefa nasprotne tolpe znana kot "Beehive". Nepričakovano se srečata, ko Chitoge preskoči steno in z koleno udari Rakuja v obraz. Ko pobegne, Raku ugotovi, da je izgubil svoj medaljon, ki mu ga je podarila ljubezen iz otroštva, s katero je sklenil skrivno obljubo. Raku not ugotovi da je Chitoge nova dijakinja v njegovem razredu. Raku prisili chitoge, da mu pomaga poiskati medaljon. Med iskanjem medaljona se začene kupičit frustracija med njima. 
Po vrnitvi domov Raku izve, da sta se tolpi Shuei-gumi in Beehive dogovorili, da bosta rešila svoj spor s poroko otrok svojih voditeljev. Raku tako izve, da njegova bodoča žena ni nihče drug kot Chitoge. Naslednja tri leta se morata pretvarjati, da sta v razmerju, da bi ohranila mir med tolpama. To se izkaže za precej zahtevno nalogo, ne samo zaradi sovraštva drug do drugega, ampak tudi zato, ker je Raku zaljubljen v drugo sošolko Kosaki Onodero, za katero si na skrivaj želi, da bi bila punca, ki ima ključ njegovega medaljona. Različni dogodki zapletajo razmere, med drugim Chitogin preveč zaščitniški telesni stražar, ženska plačanka, dekle,Seishirou Tsugumi, ki trdi, da je Rakujeva zaročenka, in da obstaja več ključev. Yui Kanakura, novoimenovani vodja mafije "Char Siu" in Rakujeva prijateljica iz otroštva, ki se prav tako pridruži kot "zaročenka" s še enim ključem medaljona.
Po številnih dogodivščinah z dekleti, Raku ugotovi, da se je zaljubil hkrati v Chitoge in Kosaki. Ko Chitoge izve, da sta si bila Raku in Kosaki všeč že od osnovne šole, poskuša njuno zvezo podpreti tako, da zapusti Japonsko. To spodbudi Rakuja in ostale, da jo iščejo.Med tem odkrijejo več o knjigi, ki pripoveduje zgodbo o ključih, s pomočjo katere se spomnijo več tega, kar se je dejansko zgodilo pred desetimi leti.

### Animirana serija
20 epizodno animirano serijo so izdelali Aniplex, Shaft, Shueisha in Mainichi Broadcasting System, režiral pa jo je Akiyuki Shinbo, z osebjem Shinba in Shafta (pripisano kot Fuyashi Tō), ki so prevzeli kompozicijo serije, Nobuhiro Sugiyama je oblikoval like in Naoki "naotyu-" Chiba, Kakeru Ishihama in Tomoki Kikuya so komponirali glasbo. Serija je bila prvič predvajana od 11. januarja  do 24. maja 2014. Prva uvodna pesem je "Click" avtorice ClariS .   Prva zaključna pesem poleg "Click" za 1. epizodo je "Heart Pattern"  avotrice Nao Toyama, od 2. epizode naprej. Druga zaključna pesem je "Recover Decoration", avtorice Kane Hanazawe, od 8. epizode naprej.
Zaključna pesem za epizodo 14 je "Step" avtorice ClariS, ista pesem je druga uvodna pesem od epizode 15 naprej.  Tretja zaključna pesem je "Trick Box" avtorice Mikaka Komatsuja, ki je uporabljena od 15. epizode naprej. Četrta zaključna pesem je "Hanagonomi" Kane Asumi, od 18. epizode naprej. Konec 20. epizode je zaključna pesem "Souzou Diary" katero so zapele Toyama kot Chitoge Kirisaki, Hanazawa kot Kosaki Onodera, Komatsu kot Seishirou Tsugumi in Asumi kot Marika Tachibana. V japonski Blu-ray razičici je četrta zaključna pesem avtorice Yumi Uchiyama . 
Narejeni so bili štirje OVA-ji, ki so bili zapakirani z deli stripa 14, 16, 17 in 21. 
Druga sezona serije je  bila predvajana med 10. aprilom in 26. junijem 2015.  Prva uvodna pesem je "Rally Go Round" avtorice LiSA, in za 8. epizodo je uvodna pesem bila "Magical ☆ styling" avtorice Kane Hanazawe.Zaključna pesem prve, tretje in šeste epizode je avtoric Toyame(Chitoge Kirisaki), Hanazawe(Kosaki Onodera), Komatsu(Seishirou Tsugumi) in Asumi(Marika Tachibana). Zaključna pesem druge epizode je "TrIGgER" avtorice Mikako Komatsu. Zaključna pesem četrte epizode je "Sleep Zzz" avtorice Toyame. Zaključna pesem pete epizode je  avtorice Asumi. Zaključna pesem sedme epizode je "marchen ticktack" glasovne igralke ter pevke Ayane Sakura. Zaključna pesem desete epizode je  avtorice Yumi Uchiyama.
Prva in druga sezona animirane serije zajemata okoli 105 in 106 poglavij stripa, cel strip jih ima 229. To je gledalce animirane serije dokaj razočaralo saj niso izvedeli s kom se na koncu poroči Raku Ichijo.
Vizualni novel z naslovom Nisekoi: Yomeiri!?, je razvil Konami in izdal za PlayStation Vito 27. novembra 2014, izključno na Japonskem.  Konami je prav tako izdal igro za Android in iOS  operacijske sisteme z naslovom Nisekoi: Majikore (ニセコイ マジコレ) januarja 2014, ki je delovala do zaprtja 26. decembra 2015. Chitoge se pojavlja kot stranski lik v pretepaški igri J-Stars Victory VS, izdani na Japonskem marca 2014 in v Severni Ameriki in Evropi junija 2015.  V igri Super Mario Maker je bila Chitoge lahko odklenjena kot kostum za poseben dogodek, dne 18. Februarja, 2016.  